# Valfloriana
Valfloriana est une commune italienne d'environ 500 habitants située dans la province autonome de Trente, dans la région du Trentin-Haut-Adige, au Nord-Est de l'Italie.

## Administration
| Période                                  | Période | Identité | Étiquette | Qualité |
| ---------------------------------------- | ------- | -------- | --------- | ------- |
|                                          |         |          |           |         |
| Les données manquantes sont à compléter. |         |          |           |         |

### Communes limitrophes
Les communes limitrophes sont  Anterivo, Baselga di Piné, Capriana, Castello-Molina di Fiemme, Lona-Lases, Sover et Telve.